# Skazka stranstvij
Skazka stranstvij (russisk: Сказка странствий, da.: Fortælling om vandringer) er en sovjetisk spillefilm fra 1983 instrueret af Aleksandr Mitta.

## Medvirkende
- Andrej Mironov — Orlando
- Tatjana Aksjuta — Martha
- Lev Durov — Gorgon
- Baltybay Seytmamutov — Brutus
- Ksenija Piratinskaja — May
- Vladimir Basov - jurist